# 龙头街道 (雷山县)
龙头街道是中华人民共和国贵州省黔东南苗族侗族自治州雷山县下辖的一个街道办事处。2019年8月8日设置龙头街道，辖原丹江镇城南社区。

## 行政区划
龙头街道下辖以下村级行政区划单位：
城南社区。